# Bílence
Bílence (deutsch Bielenz) ist eine Gemeinde in Tschechien. Sie liegt sieben Kilometer südöstlich von Chomutov und gehört zum Okres Chomutov.

## Geographie

### Gemeindegliederung

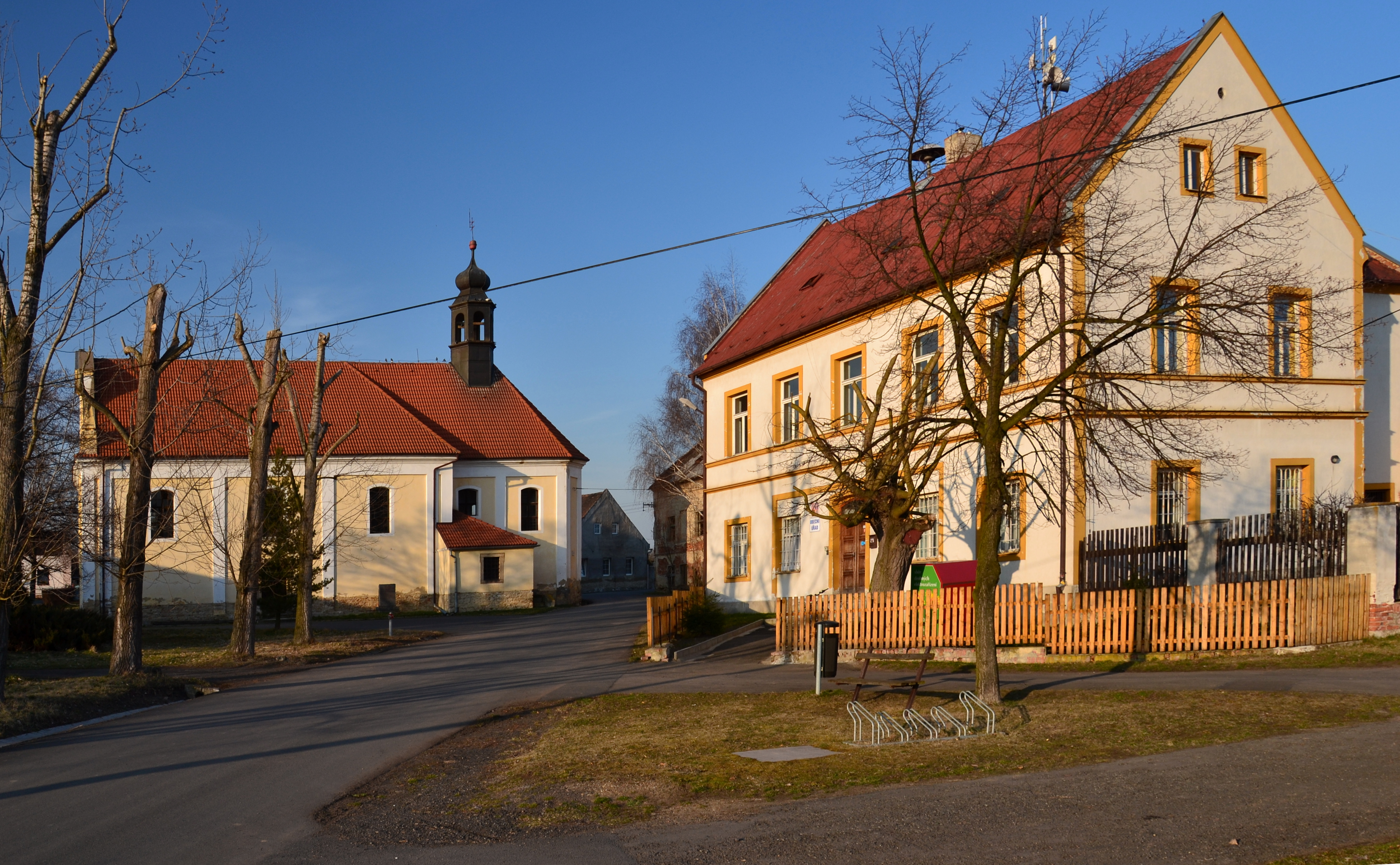
Gemeindeamt und Bartholomäuskirche in Bielenz

Die Gemeinde Bílence besteht aus den Ortsteilen Bílence (Bielenz), Škrle (Skyrl) und 
Voděrady (Wodierad). Das Gemeindegebiet gliedert sich in die Katastralbezirke Bílence und Škrle.

## Geschichte
Bielenz ist slawischen Ursprungs. Der Name des Ortes scheint aus dem Namen des Begründers hervorgegangen zu sein.
1355 war die erste urkundliche Erwähnung. Es wird über einen Hof, vermutlich erbaut von Heinrich von Bielenz, und einer Kirche berichtet. Deutsche Bürger kamen 1528 nach Bielenz. Bis zum Ende des Zweiten Weltkrieges bewohnten überwiegend Deutsche den Ort, deren Haupterwerb die Landwirtschaft war, aber auch die Arbeit in den Kohlenschächten in Brüx (Most) und Komotau (Komotau). Im 16. Jahrhundert kamen auch Juden hinzu.
Adam Stampach von Steinbach kaufte 1570 die Burg und verkaufte sie an Havel Hrobschitz von Hrobschitz.
Das Dorf gehörte 1618 wieder den Stampach. 1622 wurden die Ländereien nach verlorener Schlacht konfisziert. Paul Graf Michna von Waitzenau kaufte 1626 die Ländereien. Da er jedoch die Burg nicht bewohnte, verfiel diese. Den Rest besorgte der Dreißigjährige Krieg. Heinrich Fürst von Auersperg vereinigte 1766 Bielenz mit Rothenhaus. Sein Sohn ließ vermutlich das Barockschloss erbauen. Es diente vor allem als Jagdschloss für die Herren von Rothenhaus. 1826 wurde in Bielenz eine Synagoge und eine Judenschule erbaut. Die Juden arbeiteten als Kaufleute und Handwerker, aber auch als Bauern.

## Kultur und Sehenswürdigkeiten
- Barockschloss Bielenz aus dem 18. Jahrhundert, das auf dem Grund der ursprünglichen Burg aufgebaut wurde.
- Statue des heiligen Johann von Nepomuk aus dem Jahre 1750, des Schutzheiligen Böhmens.